# San Martín de Oscos
San Martín de Oscos is een gemeente in de Spaanse provincie Asturië in de regio Asturië met een oppervlakte van 66,56 km². San Martín de Oscos telt 410 inwoners (1 januari 2016).

## Demografische ontwikkeling
Bron: INE, 1857-2011: volkstellingen